# Tauno Palon puisto
Le parc Tauno Palo (en finnois : Tauno Palon puisto), est parc du quartier de Kallio à Helsinki en Finlande.

## Description
Au nord, le parc Tauno Palo borde Helsinginkatu, dont il est séparé par un muret de pierre.
Au sud et à l'ouest, le parc s'élève sur une pente, où se trouve un escalier, qui s'incurve vers le sud-ouest en direction de l'intersection d'Alppikatu et de Wallininkatu.
A l'est, le parc Tauno Palo borde la cour d'un immeuble résidentiel.

## Étymologie
Le parc porte le nom de l'acteur Tauno Palo et il abrite un monument en memoire de Tauno Palo réalisé comme une œuvre d'art environnemental.
L'ensemble de l'œuvre d'art se compose d'une dalle de granite, d'un relief en bronze, de plantations et d'un bassin d'eau.
Kain Tapper, le concepteur du monument, a caractérisé son oeuvre comme suit : « Le granite nous rappelle la rationalité du Feu, et les plantations de roses et les éclaboussures d'eau sur la roche la sensibilité de l'artiste ».
Le monument a été achevé en 1993.

## Accès
La ligne de Tramway 8 passe devant le parc le long d'Helsinginkatu.
Le parc est situé à mi-chemin entre les arrêts Linnanmäki et Urheilutalo.

## Galerie

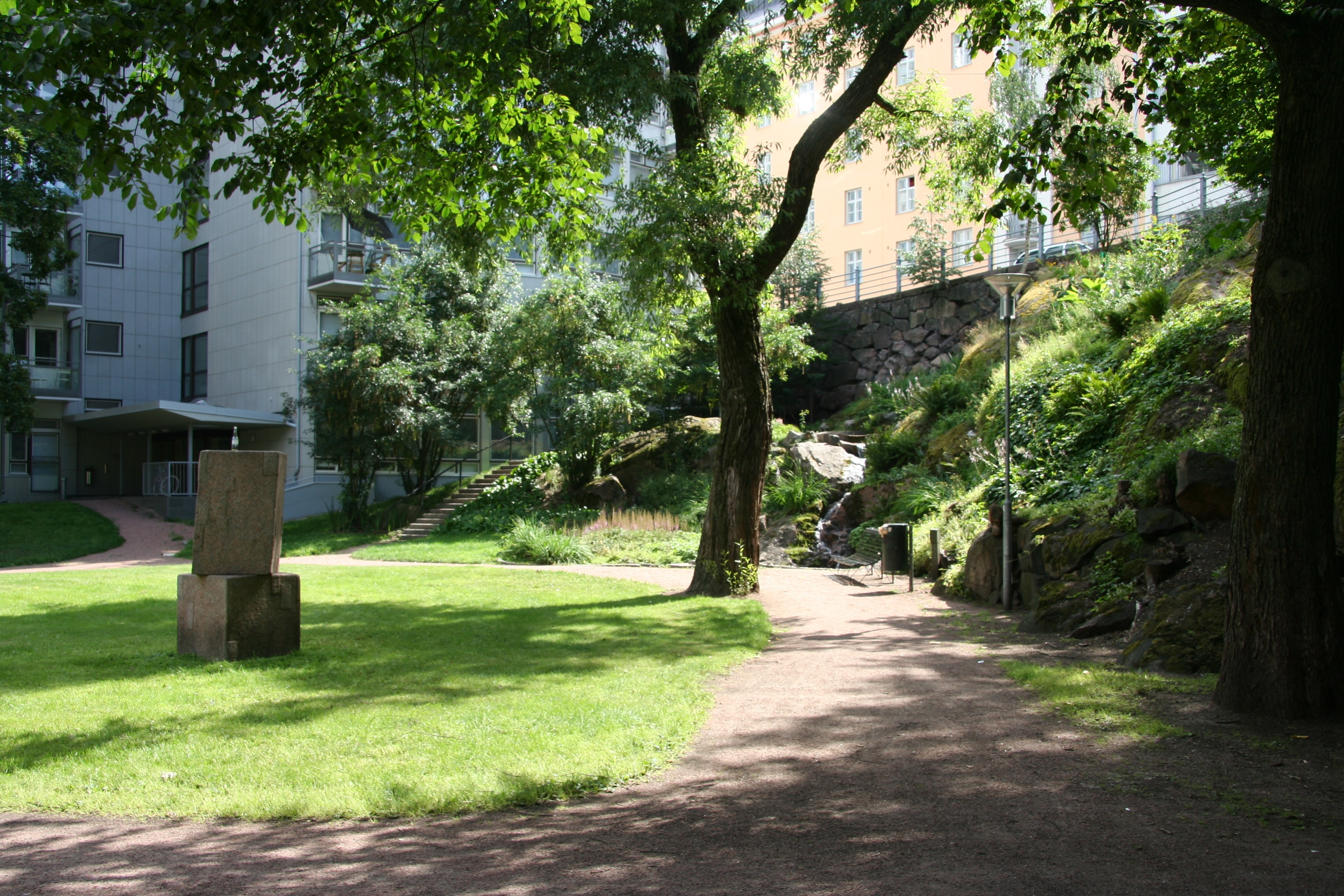
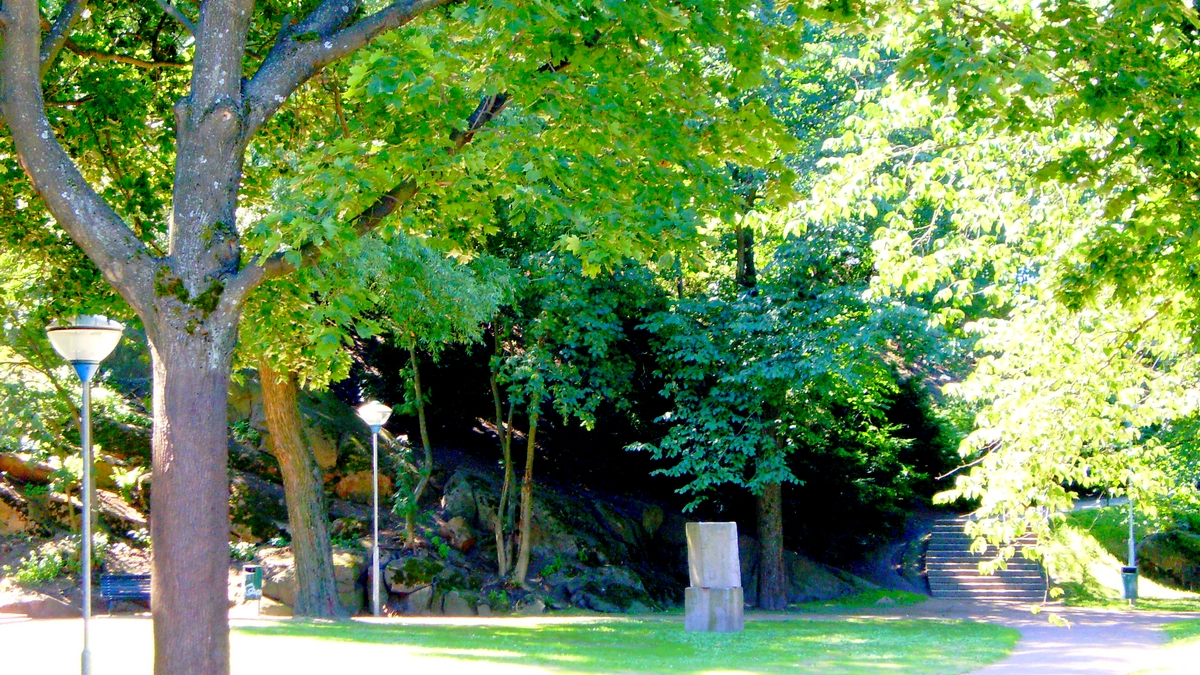